# Хоіна (гора)
Хоіна — пагорб висотою 450 м.н.р.м. на південному заході Польщі у Валбжиських горах в Центральних Судетах (Нижньосілезьке воєводство).
Пагорб розташований у північно-східній частині Чорних гір, у пасмі Валбжиських гір над північно-західним берегом Бистшицького озера, на відстані близько одного кілометру на південний схід від села Заґуже-Шльонске.
На пагорбі розташовані руїни замку Гродно, що помітно вирізняє його на місцевості. Південний, східний та західний схили пагорба є досить крутими, водночас північний є пологим. Пагорб утворений з гнейсу та майже повністю вкритий мішаним лісом, в якому є багато старих дубів, лип та буків. Багатий підлісок зберіг первісну рослинність із багатьма видами, що охороняються, зокрема: дзвониками кропиволистими, купиною багатоквітковою, наперстянкою та багатьма видами орхідних та папоротеподібних.